# Zapomniane Sny
Zapomniane Sny – jeden z bardziej zauważalnych polskich fanowskich projektów wydawniczych non-profit, specjalizujący się w tematyce fantastycznej i promowaniu dostępności w fandomowych inicjatywach niekomercyjnych. Zapomniane Sny wydają darmowe e-antologie opowiadań i komiksów, koncentrując się głównie na fantastyce. Projekt promuje przy tym licencję charityware, zachęcając, by czytelnicy w zamian za możliwość bezpłatnego pobrania e-booków wspierali działalność różnych inicjatyw społecznych. W pracach nad kolejnymi wydaniami uczestniczyło łącznie ponad 100 osób.

## Historia
Korzenie projektu sięgają grudnia 2018, kiedy pod hasłem „W głębi snów” został ogłoszony pierwszy nabór tekstów fantastycznych. Z wyselekcjonowanych prac powstał pierwszy zbiór opowiadań, wydany w marcu 2020. Wcześniej ogłoszono oficjalną nazwę projektu i serii antologicznej, czyli Zapomniane Sny.
Wśród autorów, których teksty opublikowano w kolejnych tomach, pojawiały się zarówno osoby debiutujące, jak i znani autorzy, w tym Peter Watts, czy Graham Masterton.
W lutym 2022 Zapomniane Sny ogłosiły pierwszy nabór komiksów, w wyniku którego we wrześniu 2022 opublikowano darmową antologię „Gdzieś pod powierzchnią”, która zapoczątkowała serię „Zapomniane Wizje” (oprócz wersji graficznej zawierała ona też wersję dostosowaną do potrzeb niewidomych). Jeden z komiksów z tego wydania doczekał się w grudniu 2024 tłumaczenia na język słowacki.
W styczniu 2024 Zapomniane Sny ogłosiły nabór opracowań world-buildingowych. E-book je zbierający jest obecnie w trakcie prac wydawniczych.
Osoby zaangażowane w projekt udzielają się jako prowadzący prezentacje lub uczestniczący w panelach na konwentach fantastycznych (Imladris 2022 i 2023, Kapitularz 2023 i 2024, Wrocławskie Dni Fantastyki 2024, Opolcon 2024) i komiksowych (Międzynarodowy Festiwal Komiksu i Gier 2023).

## Dostępność
Zapomniane Sny kładą mocny nacisk na promowanie dostępności publikacji dla osób z dysfunkcjami wzroku. W czerwcu 2020 na stronie projektu pojawiła się audiodeskrypcja okładki pierwszego tomu serii („W głębi snów”). Od drugiej antologii opisy dla niewidomych stały się integralną częścią kolejnych e-booków. Tym samym był to pierwszy fanowski projekt wdrażający tego rodzaju rozwiązania.
Tworzona przez Zapomniane Sny seria komiksów od początku posiada wersję dla niewidomych, tworzoną właśnie poprzez audiodeskrypcję. Inicjatywa ta została dostrzeżona również zagranicą: przez słowacką dziennikarkę Dušanę Blaškovą oraz w hiszpańskojęzycznym artykule magazynu InTRAlinea. Audiodeksrypcja pojawiła się tez w kontynuacji serii.
Część wystąpień zespołu Zapomnianych Snów na konwentach dotyczyła właśnie dostępności w fantastyce. Przykładowo zorganizowany z inicjatywy koordynatora Zapomnianych Snów panel dyskusyjny na Kapitularzu 2023 dotyczył problemów, na jakie mogą trafić osoby z dysfunkcjami w trakcie uczestniczenia w konwentach.

## Wyróżnienia
W 2024 opowiadanie Kamili Regel „Siedem wrót Ki-Gal” wydane w antologii „Obcość” zostało nominowane do Nagrody im. Janusza A. Zajdla za rok 2023.
Również w 2024 koordynator projektu, Marcin Opolski, został nominowany do nagrody Śląkfa w kategorii fan roku za zwracanie uwagę na obecność wśród odbiorców fantastyki osób niewidomych i niedowidzących i wdrażanie audiodeskrypcji w e-bookach.

## Wydane e-booki
Zbiory opowiadań:
- W głębi snów (2020)
- Granice Nieskończoności (2021)
- Interwencja informatyka (2021)
- Tu był las (2022)
- Obcość (2023)
- Zakazane szlaki (2024)
- Na krawędzi pojmowania (zapowiedź na 2025)

Antologie komiksów:
- Gdzieś pod powierzchnią (2022). Tłumaczenie jednej z zawartej historii na słowacki: 2024.
- Maszynerie (2025)

Settingi i world-building:
- Przecinając światy (zapowiedź na 2025)